# Дукельская, Наталия Марковна
Наталия Марковна Дукельская (1902—1990) — советский териолог, ученица С. И. Огнёва.

## Биография
Родилась в семье профессора общей химической технологии Марка Петровича Дукельского (1875—1956) и его жены Наталии Евгеньевны, урождённой Корш (1876—1957), внучки журналиста Валентина Фёдоровича Корша, выходца из обрусевшей немецкой семьи. Перед заключением брака Марк Дукельский принял христианство.
В 1924 году руководила секцией млекопитающих в КЮБЗе при Московском зоопарке. Кружковцы посещали Зоологический музей МГУ, чтобы познакомиться со зверьками, которых нет в зоопарке. Выезжали за город, чтобы обучаться расстановке ловушек, учились снимать шкурки и делать тушки. Учениками Натальи Марковны были Коля Калабухов, Дима Раевский и Лёва Капланов.
Как и другие студенты и выпускники С. И. Огнёва, участвовала в широкой программе обследований териофауны СССР. Летом 1925 года она собирала грызунов в Бухаре. В 1926 году Н. М. Дукельская в составе экспедиции Главнауки Наркомпроса исследовала фауну млекопитающих Ильменского заповедника. В полевые сезоны 1927 и 1928 годов коллектировала мелких млекопитающих в Хакасии (Аскизский район). С 1926 по 1930 год у Дукельской вышло 8 работ, 4 из них на английском и немецком, некоторые цитируются до сих пор. Ею описана (изначально как подвид) одна из самых северных форм, в целом, южного рода белозубок — Crocidura sibirica Dukelsky, 1930.
Во второй половине 30-х под влиянием времени научные приоритеты смещаются в прикладную плоскость. Дукельская публикует две статьи о пушном промысле грызунов. В 1930—1940-е занималась научным редактированием, в частности, под её редакцией вышла книга Г. К. Гольцмайера «Белка-телеутка» и «Зоогеография» И. И. Пузанова, учебники Естествознания для 4-го класса В. А. Тетюрева, ботаники для 5-6-го классов Б. В. Всесвятского.
В послевоенные годы Наталия Марковна полностью уходит в прикладную зоологию, занимается вопросами дератизации и контроля численности вредных синантропных видов. В этой области ей совместно с коллегами выдано два патента на изобретения в 1958 и 1962 годах.
В 1967 году продолжает работать на кафедре зоологии позвоночных и сравнительной анатомии биолого-почвенного факультета МГУ. Её рабочее место было рядом с кабинетом заведующего кафедры, в то время декана, Н. П. Наумова. По словам О. Ю. Орлова, Н. М. Дукельская в 1967 или 1968 году ушла на пенсию.

## Семья
- Муж — Попов, согласно некоторым генеалогическим сайтам Н. М. Дукельская вышла замуж за Попова и носила его фамилию[13], однако все её научные публикации, вплоть до 1966 года, печатались под фамилией «Дукельская».
- Брат — Владимир (1900—1983), доктор физико-математических наук, основатель школы физики атомных столкновений, лауреат Ленинской премии 1972 г.
- Брат — Алексей (1909—1938), архитектор г. Свердловска, руководитель проекта здания Штаба Уральского военного округа, расстрелян по обвинению в участии в контрреволюционной организации правых и срыве строительства указанного здания[14]..

## Описанные таксоны
- Ellobius ognevi Dukelsky, 1927
- Mirotus oeonomus suntaricus Dukelsky, 1928,
- Evotomys rutulus rossicus Dukelsky, 1928
- Evotomys (Craseomys) arsenjevi Dukelski, 1928
- Sorex araneus jacutensis Dukelski, 1928  младший синоним Sorex roboratus
- Alsomys Dukelski 1928 (для азиатских лесных мышей)
- Apodemus rufulus (Dukelski 1928) младший синоним Apodemus peninsulae
- Crocidura sibirica Dukelsky, 1930

## Таксоны, описанные в её честь
- Nesokia  dukelskiana Heptner, 1928, описана по сборам Дукельской из Бухары, младший синоним Nesokia indica.
- Sorex dukelskiae Ognev, 1933 младший синоним Sorex roboratus
- Microtus gregalis dukelskiae Ognev, 1950 — подвид узкочерепных полевок из Минусинской котловины, описан по сборам Дукельской 1928 года.

### Работы по систематике и фаунистике
- Дукельская Н. М. 1926. Материалы к познанию фауны млекопитающих Средней Азии // Бюлл. Средне-Азиатск. гос. ун-та. Вып. 15. С. 67–89.
- Дукельская Н. М. 1927. Заметка о вредных грызунах Бухары. Защ. Раст. 4 (1): 59-61.
- Dukelski N. M. 1927. External Characters in the Structure of the Feet and Their Value for the Classification of the Voles, Journal of Mammalogy, Volume 8, Issue 2, 133-140.
- Дукельская Н. М. 1928. Опыт обзора фауны млекопитающих Государственного Ильменского заповедника // Тр. по изуч. заповед. Вып. 10. С. 3–31
- Dukelski N. M. 1928. Zwei neue Nagetiere aus dem Ussuri-Gebiet (Sudost-Siberien). „Zoologischer Anzeiger”. 77, No 1/2, s. 39-45,
- Dukelski N. M. 1928. Materialien uber die Saugetierfauna des Jakutien-Gebietes (NO-Sibirien). Zool. Anz. 78 5/8 102-107
- Dukelsky N. M. 1930. Zur Kenntnis der Saugetierfauna Westsibiriens // Zool. Anzeiger. Bd. 88, 1-4.
- Губарь В. В., Дукельская Н. М., Корзинкина Е. М., Теплов В. П. 1935. Экология сурка и сурочий промысел. М.-Л. Внешторгиздат. 88 с.
- Наумов С. П., Лавров Н. П., Спангенберг Е. П., Дукельская Н. М., Залесский И. М., Зверев М. Д. Тонкопалый суслик. Соня-полчок. Слепыш. Бурундук. 1935 г. М.–Л. КОИЗ 1935. 104 с.
- Богачев Б. П., Дукельская Н. М. Мышевидные грызуны южной части Северного края. — «Защита растений», 1936, № 11, с. 125—130.

### Работы по дератизации и контролю численности грызунов
- Дукельская Н. М. Биология слепыша и испытание различных способов борьбы с ним // Тр. по защите растений. Сер. IV. 1932. Вып. 2. С. 34-45.
- Дукельская Н. М., Степанов В. И. Некоторые данные по биологии хомяка и способам борьбы с ним // Тр. по защите растений. Сер. IV. 1932. Вып. 2. С. 55-64.
- Дукельская Н. М. Распространение и биология серой крысы // Тр. ЦНИИ дезинфекции.— М., 1947.— Т. 3.— С. 223 — 233.
- Дукельская Н. М. Подбор пищевых продуктов для изготовления отравленных приманок для крыс // Тр. ЦНИИ. 1948. Т. 4. С. 145-151
- Наумов Н. П. , Дукельская Н. М., Домбровский В. В. Система борьбы с обыкновенными полевками. «Труды Центр. научно-иссл. дезинфек. ин-та», вып. 7. М., 1951. С. 237-242.
- Дукельская Н. М. , Васильевский А. П. Борьба с мышевидными грызунами территории Главного ботанического сада. — 12 , 1952 , с. 87-91
- Дукельская  Н. М.,  Вишняков  С. В.  Распространение  обыкновенных  полевок  (Microtus  arvalis  Pall.)  в  пределах  города  и  борьба  с  ними  // Зоол. журн. 1953. Т. 32. Вып. 3. С. 506–512
- Вишняков С. В., Дукельская Н. М., Новый вариант химического метода борьбы с грызунами в городских условиях. Бюллетень No 1/19 по обмену Опытом работы по дезинфекционному делу, 1953
- Гамбарян П. П., Дукельская Н. М. Крыса: [Учебное пособие для ун-тов]. - Москва : Сов. наука, 1955. - 255 с.
- Вишняков С. В., Дукельская Н. М., Иванова В. В. Относительный учет численности грызунов в городских условиях. // Вопр. экологии. Киев, 1957, 2, 46-54.
- Дукельская, Н. М., Айзенштадт Д. С., Раценис Э. К. Техника применения варфарина в городской дератизации. /  Отд-ние профилакт. дезинфекции г. Риги. - [Рига]: [б. и.], 1958. - 15 с.
- Дукельская Н. М., Золотарев Е. Х., Моторный С. П. Этиленфторгидрин — средство одновременного уничтожения грызунов и их эктопаразитов. Вестн. Моск. ун - та, серия биологии, почвоведения, геологии, географии 1959, т. 14, вып. 1, с. 65-?.
- Дукельская Н. М. Подвижность серых крыс в населенных пунктах и влияние деятельности человека на их расселение. // Проблемы зоогеографии суши – Львов, Изд-во Львов. ун-та, 1959. – С. 90-94.
- Кирзон М. В., Наумов Н. П., Дукельская Н. М. и др . Тезисы докл. Совещания по экологической физиологии. М.—Л., 1959, т. 2, с. 43.
- Дукельская Н. М. Новые средства борьбы с крысами // Фауна и экология грызунов. – 1960. – Вып. 6. – С. 208-230.
- Дукельская Н. М., Смирнова Т. В. Дифторан — новое средство борьбы с грызунами.  «Вестн. Моск. ун-та. Биол., почвовед.», 1961, No 4, 3—7
- Башенина Н. В., Груздев В. В., Дукельская Н. М., Шилов И. А. Грызуны - вредители садов и огородов  / сост. Н. В. Башенина [и др.]. - 2-е изд., испр. и доп. - М.: Изд-во Моск. ун-та, 1961.
- Кирзон М. В.,  Дукельская Н. М., Борисова Л. Б. и др . «Вестн. Моск. ун-та. Биол., почвовед.», серия 6,  1961, № 4 с. 26
- Авдеева Е. В., Дукельская Н. М. Сравнительная токсичность некоторых монофторсодержащих органических соединений жирного ряда для блох. // Вестн . Моск . ун - та , серия биологии , почвоведения, 1966, вып 4, с. 49–53
- Дукельская Н. М., Наумова Н. Н., Смирнова Т. В. Новый зооцид. // «Защита растений», 1966, 8, с. 20.